# Strömsholmen, Kimitoön
Strömsholmen är en ö i Finland. Den ligger i Skärgårdshavet och i kommunen Kimitoön i landskapet Egentliga Finland, i den sydvästra delen av landet. Ön ligger omkring 43 kilometer sydöst om Åbo och omkring 110 kilometer väster om Helsingfors.
Öns area är 17,3 hektar och dess största längd är 0,6 kilometer i sydöst-nordvästlig riktning. Öarna Strömholmen och Slätholmen har fötts i och med byggandet av Strömma kanal.